# فوتيوس بابوليس
فوتيوس بابوليس (باليونانية: Φώτης Παπουλής)‏ (22 يناير 1985 بأثينا في اليونان - ) هو لاعب كرة قدم يوناني في مركز الوسط. لعب مع أبولون ليماسول ونادي لاميا ونادي باناتشايكي ‏ وPanachaiki G.E. ‏ وPanthrakikos F.C. ‏ وAcharnaikos F.C. ‏ وPyrsos Grevena F.C. ‏ وأوفي كريت.

## روابط خارجية
- فوتيوس بابوليس على موقع الاتحاد الدولي (مؤرشف)  (الإنجليزية)
- فوتيوس بابوليس على موقع الاتحاد الأوربي (الإنجليزية)
- فوتيوس بابوليس على موقع قاعدة بيانات كرة القدم.إي يو (الإنجليزية)
- فوتيوس بابوليس على موقع ناشيونال فوتبول تيمز (الإنجليزية)
- فوتيوس بابوليس على موقع Soccerway.com (الإنجليزية)
- فوتيوس بابوليس على موقع AS.com (الإسبانية)